# Frederica Planta
Frederica Planta o Friderica Planta (10 de noviembre de 1750-2 de febrero de 1778) fue institutriz y profesora de inglés para los hijos de Jorge III y la reina Carlota de Gran Bretaña. Fue la hija del pastor Andreas Planta, bibliotecario adjunto del Museo Británico, y hermana del también bibliotecario Joseph Planta. Después de su prematura e inesperada muerte, su hermana, llamada Peggy, la sucedió como maestra de los niños reales.

## Primeros años y familia
Planta nació el 10 de noviembre de 1750. Su padre, Andreas Planta (1717-1773), originalmente un pastor reformado suizo, trabajó en la corte de Ansbach de Carlos Guillermo Federico de Brandeburgo-Ansbach y probablemente enseñó matemáticas en el Gymnasium Carolinum. Su madre era Margarete Scartazzini de Bolgiani, proveniente de Bondo (Suiza). El primer nombre de Planta, Frederica, es atípico para la región de origen de su madre, Val Bregaglia, y más típico de Brandeburgo; puede haber sido elegido en honor al empleador de su padre y su familia. Frederica tuvo varias hermanas y un hermano, Joseph Planta (1744–1827), quién más tarde se desempeñó como bibliotecario principal del Museo Británico. En 1752, su padre se mudó a Londres para convertirse en pastor de la congregación reformada alemana en la Capilla del Savoy, donde se convirtió en ayudante de bibliotecario en el Museo Británico en 1758. Después de 1761, enseñó italiano a la reina Carlota.

## Trabajo en la corte

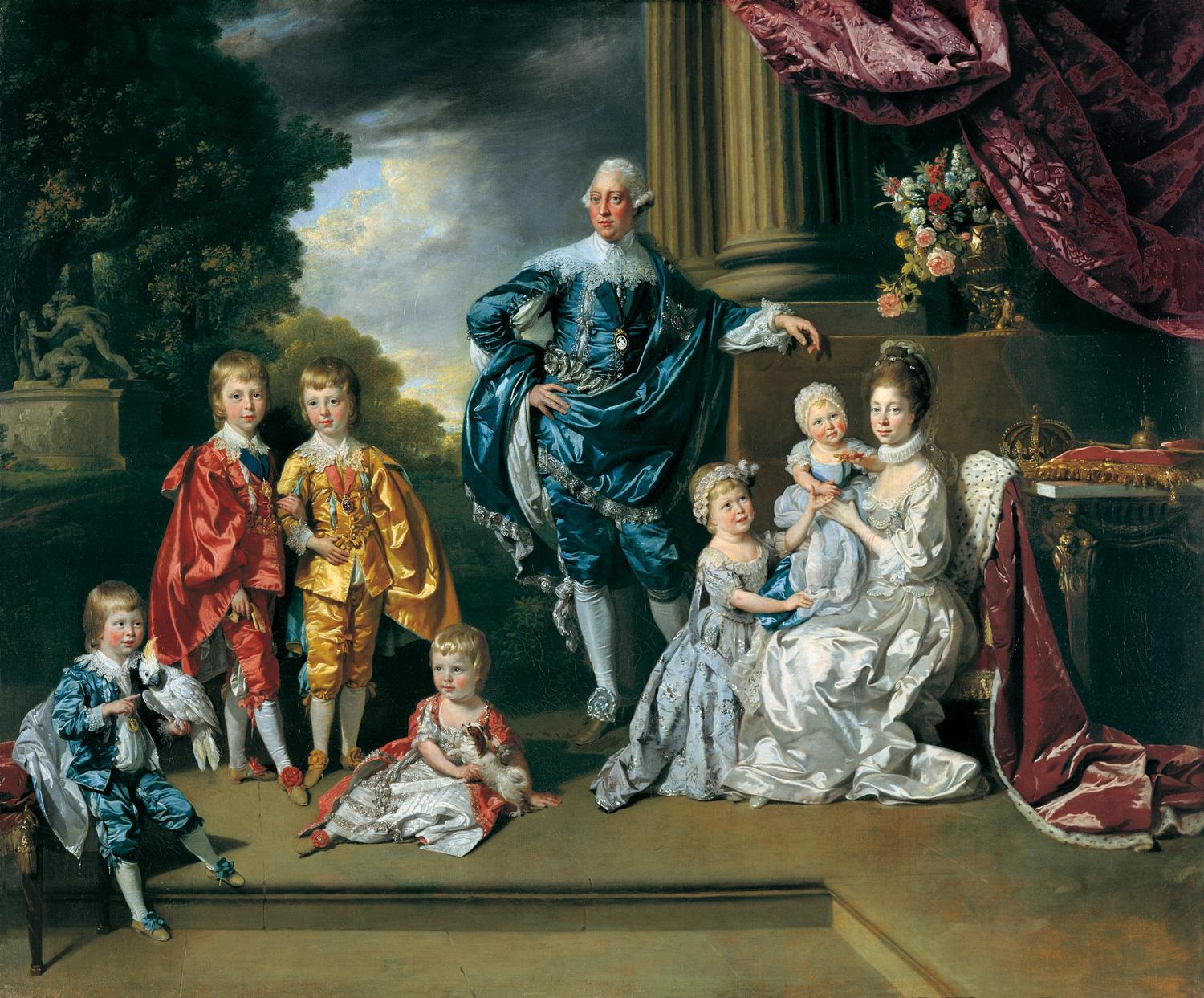
Jorge III, la reina Carlota y sus seis hijos mayores, pintura de Johann Zoffany, 1770

En julio de 1771 contrataron a Planta como institutriz en la corte de Jorge III del Reino Unido y la reina Carlota, bajo la dirección de la institutriz principal, Lady Charlotte Finch. En un principio, la familia real intentó contratar a su hermana mayor, Elizabeth Planta, pero ella se negó porque prefería seguir trabajando para Mary Eleanor Bowes. Previamente, Frederica trabajó como institutriz para Lady Hoskyns y solo se liberó de ese empleo luego de la intervención personal de la Reina, a pesar de la protesta de su empleador. Planta, que sabía siete idiomas, incluidos el latín y el griego, le debía enseñar a los niños reales a leer primero en inglés, y luego en otros idiomas, así como a escribir y los fundamentos de todas las materias. Fue descrita como «una cristiana muy piadosa» y vivió cerca de la familia real en el Palacio de Kew. La reina Carlota estaba interesada en la teoría y la práctica de la educación, y se convirtió en una de las primeras defensoras de la educación impartida a través del juego. Planta cumplió con esto, «ganando su afecto haciendo que su aprendizaje sea lo más divertido posible», como escribió en una carta. Para enseñar la historia de Inglaterra, diseñó tarjetas que sus pupilos debían poner en el orden correcto, y consideró esto como una herramienta de enseñanza exitosa, para usar junto con las historias. El salario de Planta era de £ 100 libras esterlinas al año (£ 13 947 en 2021); a partir de 1773, recibió £ 50 adicionales (£ 6759 en 2021)  para alimentos, té, chocolate, café y azúcar. Planta tampoco tuvo que pagar por su alojamiento o porteros de litera. Su hermana, Elizabeth, consideraba que las condiciones de trabajo y el salario de Frederica eran «bastante mediocres».

## Muerte
Planta murió el 2 de febrero de 1778 de una «enfermedad accidental». Al igual que su padre, fue enterrada en St George's, Bloomsbury. Su hermana, conocida como «Peggy», sucedió a su hermana como institutriz y profesora de inglés en la corte.